# 奧塞梯跳棋
奧塞梯跳棋（Ossetian Checkers），是流行於奧塞梯地區的跳棋類遊戲，類似亞美尼亞跳棋，差別在於初始佈置、以及前者沒有升變、也沒強迫吃子。

## 棋具
- 棋盤通常為8*8的西洋棋棋盤，有變體是棋子放於交點。

- 以兩色扁圓狀的棋子區分敵我。

## 規則
- 兵皆放在離己方最近的三橫行。
  - 若放於棋格每方各十六枚。
  - 若放於棋格每方各二十七枚。

- 每回合玩家可能有二種行動。
  - 跳吃：一枚兵跳過一枚任何方鄰格的敵棋，落到後者的第一個空格。可連跳吃。
  - 移子：循正前、斜前向移動一枚兵一格至空格。

- 消滅所有敵棋或是敵棋無法移動者勝[2]。

## 外部連結
- 遊戲下載[永久]